# بيت معما (وشحة)

تعديل مصدري - تعديل

بيت معما هي إحدى قرى عزلة بنى سعد بمديرية وشحة التابعة لمحافظة حجة، بلغ تعداد سكانها 58 نسمة حسب تعداد اليمن لعام 2004.